# Stadtsteinach
Stadtsteinach er en by i Landkreis Kulmbach, Regierungsbezirk Oberfranken i den tyske delstat Bayern. Den er administrationsby i Verwaltungsgemeinschaft Stadtsteinach.

## Geografi
Stadtsteinach ligger i detn nordøstlige del af Oberfranken og er en statsanerkend rekreationsby , beliggende i Naturpark Frankenwald.

### Nabokommuner
Nabokommunerne er Untersteinach, Guttenberg, Presseck, Rugendorf og Kulmbach.

### Inddeling
Bykommunen består ud over Stadtsteinach, af 26 landsbyer og bebyggelser:
Bergleshof, Große Birken, Kleine Birken, Deckenreuth, Deinhardsmühle, Eisenberg, Forkel, Frankenreuth, Gründlein, Hammermühle, Hochofen, Höfles, Mittelhammer, Oberhammer, Oberzaubach, Osenbaum, Petschen, Römersreuth, Schwärzleinsdorf, Schwand, Silberklippe, Triebenreuth, Unterzaubach, Vogtendorf, Vorderreuth og Ziegelhütte